# Woodburn (Nuovo Galles del Sud)
Woodburn è una piccola città autostradale sulle rive del fiume Richmond nel Nuovo Galles del Sud, in Australia. Fino a quando la città non è stata aggirata, nel settembre 2020, la trafficata Pacific Highway ha attraversato il centro della città. Woodburn è 712 km a nord della capitale dello stato, Sydney, e 34 km a sud della città regionale di Lismore.

## Storia
Prima dell'arrivo dei coloni europei, nel 1840, l'area di Woodburn, conosciuta come Maniworkan dagli abitanti indigeni, era la sede del popolo Bundjalung. Woodburn era un importante porto fluviale fino a quando il declino del trasporto fluviale lungo il Richmond portò a un declino delle fortune della città. Oggi, il reddito associato alla posizione della città su una delle principali autostrade australiane è importante per l'economia locale, così come i campi di canna da zucchero che circondano la città. La località turistica di Evans Head è 10 km a sud-est di Woodburn.
Woodburn fa parte della contea di Richmond Valley, la cui sede amministrativa si trova nella vicina Casino.